# Peabiru
Peabiru é um município do estado do Paraná, no Brasil.

## Etimologia
Peabiru é um termo tupi que significa "caminho gramado amassado", através da junção dos termos pe  ("caminho") e abiru ("gramado amassado"). É o nome de uma antiga e famosa trilha indígena, o Caminho do Peabiru.

## História
A história do município de Peabiru está ligada à história do Caminho do Peabiru, conhecido como Caminho dos Incas, que se estendia por mais de 3.000 quilômetros da costa do Oceano Atlântico ao Oceano Pacífico, ligando a Capitania de São Vicente a Cusco,no Peru e atravessando os rios Tibaji, Ivaí e Piquiri, pelos quais  passou a expedição organizada em 1769 pelo capitão-mor Afonso Botelho de Sampaio e Sousa. A região atualmente ocupada pelo município era ocupada pelos índios caingangues.
O desenvolvimento da cidade se deu de maneira decisiva em 1903, quando inúmeros colonizadores, acompanhados de suas respectivas famílias, construíram suas casas e dedicaram-se à agricultura, incentivando a vinda de novas famílias à região. A área compreendida entre o Rio 119 e o Rio Ivaí passou a ser conhecida como Sertãozinho e foi o marco inicial para a formação do povoado do mesmo nome. Destacou-se na região, a presença dos desbravadores: José Silvério, Américo Pereira, Francisco Lázaro Morais (Lazinho Emídio), João Xavier Padilha, José Maria do Nascimento, Antônio Manuel do Prado, Conceição Caldeira, Bernardino Dutra Pereira, Pedro Luís Pereira, Alfredo Aranha, Cândida de Nascimento (dona Candinha), Joaquim Viana Pereira, Eduardo Galesk, Ambrósio Senger, João Müller, Família Albuquerque, Cláudio Siqueira Pinto, João Senger, entre outros, que formaram as primeiras lavouras de café e de cereais da região.
Entre os anos de 1940 e 1941, o interventor Manuel Ribas, procurando expandir a colonização do estado do Paraná, efetuou a distribuição de posses de terras aos colonizadores por meio do Departamento de Geografia, Terras e Colonização do Estado do Paraná. A região estava subordinada à Quinta Inspetoria de Terras, com sede na cidade de Guarapuava. O chefe da Quinta Inspetoria, Sady Silva, engenheiro de vasta experiência, resolveu iniciar o novo patrimônio no ano de 1942. Para isso, transferiu a sede da Inspetoria para a localidade Colônia Mourão, atual Campo Mourão. Após longos estudos, localizou a área ideal para a formação do novo povoado, denominado Peabiru.
As derrubadas e as queimadas foram efetuadas por Ernesto Mateus e João Mateus, como encarregado geral Júlio Regis, nomeado guarda florestal, como administrador, Cezinando Ribas, chefe da segurança a cargo do sargento radiotelegrafista da Força Pública do estado Silvino Lopes de Oliveira e, como auxiliares Júlio Carneiro e Osvaldo Carneiro.
Iniciados os trabalhos de demarcação dos lotes urbanos e rurais, foi grande o fluxo de compradores oriundos dos mais distantes pontos do país. No ano de 1945, o patrimônio de Peabiru contava com grande número de estabelecimentos comerciais, serrarias, posto de gasolina, farmácia e já fazia por merecer sua elevação a distrito administrativo. No ano de 1947, o fundador Sady Silva, dando como cumprida sua missão com êxito absoluto, retornou à capital do estado, e foi substituído em suas funções por Genésio Marino. Dado seu grande surto de progresso e inúmeras reivindicações de seus cidadãos, Peabiru foi elevado a município autônomo, sem que houvesse passado por Distrito, no dia 14 de novembro de 1951, pela Lei Estadual nº 790.
Após a realização da primeira eleição, foi eleito o primeiro prefeito, Silvino Lopes de Oliveira, que assumiu no dia 14 de dezembro de 1952, cuja solenidade de instalação do município contou com a presença das mais destacadas autoridades da época. A situação geográfica de Peabiru abrangia grande extensão, os trabalhos relativos ao setor judiciário se avolumaram de forma impressionante, e por necessidades prioritárias, foi elevado à comarca, no dia 14 de dezembro de 1953, pela Lei Estadual no 1542, com a posse de seu primeiro juiz de Direito, Jorge Andrighetto, e como primeiro promotor público, Alceu Mendes da Silva.

## Geografia
Possui uma área é de 469,495 km² representando 0,1773 % do estado, 0,0627 % da região e 0,0042 % de todo o território brasileiro. Localiza-se a uma latitude 23°58'48" sul e a uma longitude 51°49'04" oeste, estando a uma altitude de 495 metros acima do nível do mar, no terceiro planalto paranaense. Sua população estimada em 2005 era de 11 024 habitantes.

### Demografia
Dados do Censo - 2000
População Total: 13 196
- Urbana: 9 368
- Rural: 3 828
- Homens: 6 549
- Mulheres: 6 647

Índice de Desenvolvimento Humano Municipal (IDH-M): 0,689
- IDH-Renda: 0,628
- IDH-Longevidade: 0,651
- IDH-Educação: 0,789

### Clima
Possui um clima subtropical úmido mesotérmico, com verões quentes e geadas pouco freqüentes, tendência de concentração de chuvas nos meses de verão, sem estação seca definitiva. As médias dos meses quentes são superiores a 22°C, e a dos meses mais frios é inferior a 13°C.

### Hidrografia
- Rio Ivaí,
- Rio Macaco
- Rio Bulha
- Rio Água Rica

### Rodovias
- Rodovia Avelino Piacentini (PR-317) – Maringá
- BR-158 – Campo Mourão
- BR-173 – Araruna

## Economia
A economia do município é baseada na agricultura, comércio e  indústria.
Dados do IBGE sobre a Produção Pecuária Municipal em 2003: Bovinos, suínos, eqüinos, asininos, muares, bubalinos, coelhos, ovinos, galinhas, caprinos, leite de vaca, lã, casulos do bicho-da-seda, ovos de galinha, mel de abelha.
Dados  para as Lavouras Temporárias no ano de 2003: Algodão herbáceo, alho, amendoim, arroz, aveia, batata-doce, cana-de-açúcar, feijão, mandioca, melancia, melão, milho, soja, trigo, café.
O prato típico da culinária do município é o carneiro ao molho de vinho. A festa gastronômica é realizada todos os anos no terceiro domingo de agosto.